# The Video Collection 93:99
The Video Collection 93:99 é a segunda coletânea de videoclipes da artista musical estadunidense Madonna. Lançada pela Warner Music Vision, Warner Reprise Video e Warner Bros. Records em 9 de novembro de 1999 contém os videoclipes dos singles lançados por Madonna entre 1993 e 1999. Originalmente, a coletânea se chamaria The Video Collection 92–99 e seria incluso o clipe de "Erotica", mas foi omitido por seu teor erótico; em seu lugar entrou a canção de 1998 "The Power of Good-Bye". Os vídeos da coletânea foram escolhidos por Madonna, que escolheu quatorze daqueles que representariam o melhor de seu trabalho.
Depois de seu lançamento, a coletânea ganhou apreciação da crítica, com um grupo de críticos notando a capacidade artística de Madonna enquanto outros notaram a habilidade da cantora de reinventar sua imagem de um clipe para outro. The Video Collection 93:99 conseguiu um pico na oitava posição do Billboard Top Music Video. Um box chamado The Ultimate Collection foi lançado em 2000, contendo os vídeos de The Video Collection 93:99 e The Immaculate Collection. Em 2008, ganhou certificado de platina pela Recording Industry Association of America por vendas superiores a 100 mil cópias. Também obteve boa vendagem no Brasil, onde ganhou certificado de ouro.

## Antecedentes
Em 2 de setembro de 1999, a Warner Bros. Records anunciou o lançamento de um álbum de vídeos, então chamado de The Video Collection 92–99. Lançado em VHS e DVD, continha quatorze vídeos, incluindo "Drowned World/Substitute for Love", que não foi lançado com single nos Estados Unidos, portanto, não estava disponível comercialmente antes do lançamento da coleção. Os vídeos foram selecionados pessoalmente por Madonna, que achou que aqueles quatorze vídeos eram o melhor de seu trabalho. A coleção incluía a canção de 1992 "Erotica", mas ela acabou não entrando definitivamente por conta do conteúdo erótico de seu vídeo; como alternativa, a canção "The Power of Good-Bye" foi incluída e a coletânea foi renomeada para The Video Collection 93:99. A coletânea seria lançada no meio de outubro, mas a data foi adiada para 9 de novembro de 1999. O DVD viria com um CD com o áudio dos vídeos, mas o projeto foi cancelado, e foi lançado apenas em DVD.

## Recepção

### Crítica
| Críticas profissionais  | Críticas profissionais |
| Avaliações da crítica   | Avaliações da crítica  |
| Fonte                   | Avaliação              |
| ----------------------- | ---------------------- |
| Allmusic                | [ 9 ]                  |
| Allmovie                | [ 10 ]                 |
| University Wire         | positiva               |
| New Straits Times       | positiva               |
| The Dallas Morning News | positiva               |
| The Advocate            | positiva               |

The Video Collection 93:99 recebeu boa resposta dos críticos de música. Heather Phares do allmusic deu cinco de cinco estrelas para a coleção e disse: "The Video Collection 93:99 acrescenta a Madonna o status de um dos melhores artistas representados em DVD. [...] Embora não ofereça muito em termos de características específicas do DVD, a arte de diretores como Mark Romanek, Stephane Sedaoui, David Fincher, Jean-Baptiste Mondino, além da própria Madonna, está em plena exibição em vídeos como 'Take a Bow', 'Bedtime Story', 'Human Nature', 'Frozen', e 'Ray of Light'. Resumindo, é uma coleção que vale a pena, com vídeos memoráveis de uma formadora de tendências da música pop." Bryan Chin da University Wire comentou que "Algumas pessoas realmente não gostam da Madonna doas anos 90 'Ela ficou tão safada!' eles queixam-se 'Antes uma criadora de tendências, agora é uma seguidora de tendências' eles tagarelam. Obviamente essas pessoas não têm prestado muita atenção. Com o recente lançamento de The Video Collection - 93:99, no entanto, esses pessimistas certamente iram perceber o que estão perdendo." Francis Dass do New Straits Times comentou: "Madonna, o ícone pop do século 20, continua na frente da autopromoção e marketing com o lançamento de sua compilação de vídeos de música no formato VCD." Jay Webb do jornal The Dallas Morning News sentiu que os vídeos da coleção mostram "a verdadeira artista Madonna", mas adiciona que essa fase artística não foi totalmente catalogada na coleção. Jeremy Kinser da revista The Advocate deu à coleção uma análise positiva, elogiando "a vitrine desses clássicos e artísticos vídeos". Ele listou "Ray of Light", "Bad Girl" e "Take a Bow" como os pontos altos da coleção, enquanto criticou a inclusão de "Fever" e "Human Nature". Jose Promis do allmovie disse que "A decisão de incluir músicas que não foram grandes sucessos como 'Love Don't Live Here Anymore' sobre a sombra de sucessos como 'You'll See' ou 'I'll Remember' é confusa, tornando a coleção variada.

### Comercial
A coleção estreou na trigésima terceira posição do Billboard Top Music Videos, em quatro de dezembro de 2000 e na segunda semana subiu vinte e três posições, indo para treze. Na próxima semana conseguiu o pico na oitava posição, permanecendo na parada por mais três semanas. The Video Collection chegou novamente à oitava posição na edição de 5 de fevereiro de 2000 da Billboard. Ao todo, permaneceu no Top Music Videos por trinta e duas semanas. Em 13 de novembro de 2008 ganhou certificado de platina pela Recording Industry Association of America por vendas superiores a 100 mil cópias nos Estados Unidos. Também ganhou certificado de platina na Argentina pela Cámara Argentina de Productores de Fonogramas y Videogramas e de ouro no Brasil pela Associação Brasileira dos Produtores de Discos, por vendas superiores a 15 mil e 25 mil cópias vendidas, respectivamente. Ficou por dez semanas como o mais vendido no Top 10 DVD da Dinamarca, e depois em uma reentrada, atingiu a quinta posição, ao mesmo tempo, The Immaculate Collection ocupou a sexta posição.

## The Ultimate Collection
Em 18 de setembro de 2000, foi lançado um box chamado The Ultimate Collection, que contém The Video Collection e The Immaculate Collection. R.S. Murthy do New Straits Times disse que "esse box oferece aos fãs de Madonna e os iniciantes uma ótima coleção de vídeos, e os ajuda a entender o quanto maravilhosa Madonna é." Jeremy Jennings do jornal St. Paul Pioneer Press listou o box como uma das mais promissoras coletâneas de 2000 na sua lista "Best Fall CDs". Robin Givhan do jornal The Washington Post chamou a coleção de "Uma verdadeira homenagem às muitas faces de Madonna, de sua atual encarnação do gueto cowboy à sua velha boy-toy persona, a coleção apresentou vídeos musicais com vários figurinos e muitas imagens—um lembrete de que Madonna é a rainha da reinvenção."

## Formatos
A coleção foi lançada em VHS, DVD e em VCD na Ásia. Uma edição especial limitada karaokê foi lançada em VCD com as mesmas faixas. O VCD mostra as letras das canções junto aos vídeos, e que o usuário podia silenciar o canal de áudio direito, que continha a versão vocal completa da música, ou o canal esquerdo de áudio, que continha a versão instrumental da canção.

## Lista de faixas
A coletânea possui vídeos retirados dos trabalhos realizados por Madonna entre os anos de 1993 e 1999. Os vídeos de "Bad Girl", "Fever" e de "Rain" foram retirados do álbum de estúdio Erotica. "Secret", "Take a Bow", "Bedtime Story" e "Human Nature" do álbum Bedtime Stories. "Frozen", "Ray of Light", "Drowned World/Substitute for Love", "The Power of Good-Bye" e "Nothing Really Matters" de Ray of Light. "Love Don't Live Here Anymore" foi retirada da compilação de baladas Something to Remember e "Beautiful Stranger" da trilha sonora do filme Austin Powers: The Spy Who Shagged Me.
| N.º | Título                              | Compositor(es)                                                       | Diretor               | Duração |  |
| 1.  | "Bad Girl"                          | Madonna Shep Pettibone Anthony Shimkin                               | David Fincher         | 6:11    |  |
| 2.  | "Fever"                             | Eddie Cooley John Davenport                                          | Stéphane Sednaoui     | 4:08    |  |
| 3.  | "Rain"                              | Madonna Pettibone                                                    | Mark Romanek          | 4:34    |  |
| 4.  | "Secret"                            | Madonna Dallas Austin Pettibone                                      | Melodie McDaniel      | 4:22    |  |
| 5.  | "Take a Bow"                        | Madonna Kenneth "Babyface" Edmonds                                   | Michael Haussman      | 4:34    |  |
| 6.  | "Bedtime Story"                     | Nellee Hooper Björk Marius De Vries                                  | Mark Romanek          | 4:25    |  |
| 7.  | "Human Nature"                      | Madonna Dave Hall Shawn McKenzie Kevin McKenzie Michael Deering      | Jean-Baptiste Mondino | 4:33    |  |
| 8.  | "Love Don't Live Here Anymore"      | Miles Gregory                                                        | Jean-Baptiste Mondino | 4:39    |  |
| 9.  | "Frozen"                            | Madonna Patrick Leonard                                              | Chris Cunningham      | 5:21    |  |
| 10. | "Ray of Light"                      | Madonna William Orbit Clive Maldoon Dave Curtiss Christine Ann Leach | Jonas Åkerlund        | 5:06    |  |
| 11. | "Drowned World/Substitute for Love" | Madonna Orbit Rod McKuen Anita Kerr David Collins                    | Walter Stern          | 4:57    |  |
| 12. | "The Power of Good-Bye"             | Madonna Rick Nowels                                                  | Matthew Rolston       | 4:10    |  |
| 13. | "Nothing Really Matters"            | Madonna Leonard                                                      | Johan Renck           | 4:25    |  |
| 14. | "Beautiful Stranger"                | Madonna Orbit                                                        | Brett Ratner          | 4:34    |  |

Fonte:

## Vendas e certificações
| Região                                                                                             | Certificação | Unidades |
| -------------------------------------------------------------------------------------------------- | ------------ | -------- |
| Argentina (CAPIF)                                                                                  | Platina      | 80,00^   |
| Brasil (Pro-Música Brasil)                                                                         | Ouro         | 25,000*  |
| Estados Unidos (RIAA)                                                                              | Platina      | 100,00^  |
| Reino Unido (BPI)                                                                                  | Platina      | 100,00^  |
| ^distribuições baseadas apenas na certificação *números de vendas baseados somente na certificação |              |          |